# Liste der Präsidenten der American Finance Association
In dieser Liste sind die Präsidenten der American Finance Association verzeichnet:
| Nr. | Jahr | Name des Präsidenten     | Institution                                |
| 1   | 1940 | Kenneth Field            | Carnegie Institute of Technology           |
| 2   | 1941 | Chelcie C. Bosland       | Brown University                           |
| 3   | 1942 | Charles L. Prather       | University of Texas at Austin              |
| 4   | 1943 | John D. Clark            | University of Nebraska                     |
| -   | 1944 | inaktiv                  | -                                          |
| -   | 1945 | inaktiv                  | -                                          |
| 5   | 1946 | Harry G. Guthman         | Northwestern University                    |
| 6   | 1947 | Lewis A. Froman          | Russell Sage College                       |
| 7   | 1948 | Benjamin H. Beckhart     | Columbia University                        |
| 8   | 1949 | Neil H. Jacoby           | University of California, Los Angeles      |
| 9   | 1950 | Howard R. Bowen          | University of Illinois                     |
| 10  | 1951 | Raymond J. Saulnier      | National Bureau of Economic Research       |
| 11  | 1952 | Edward E. Edwards        | Indiana University                         |
| 12  | 1953 | Roland I. Robinson       | National Bureau of Economic Research       |
| 13  | 1954 | Garfield V. Cox          | University of Chicago                      |
| 14  | 1955 | Norris O. Johnson        | First National City Bank of New York       |
| 15  | 1956 | Miller Upton             | Beloit College                             |
| 16  | 1957 | Marshall D. Ketchum      | University of Chicago                      |
| 17  | 1958 | Lester V. Chandler       | Princeton University                       |
| 18  | 1959 | James J. O’Leary         | Life Insurance Association of America      |
| 19  | 1960 | Paul M. van Arsdell      | University of Illinois                     |
| 20  | 1961 | Arthur M. Weimer         | Indiana University                         |
| 21  | 1962 | Bion B. Howard           | Northwestern University                    |
| 22  | 1963 | George T. Conklin, Jr.   | Guardian Life Insurance Company of America |
| 23  | 1964 | Roger F. Murray          | Columbia University                        |
| 24  | 1965 | George Garvy             | Federal Reserve Bank of New York           |
| 25  | 1966 | J. Fred Weston           | University of California, Los Angeles      |
| 26  | 1967 | Robert V. Roosa          | Browns Brothers Harriman & Company         |
| 27  | 1968 | Harry C. Sauvain         | Indiana University                         |
| 28  | 1969 | Walter E. Hoadley        | Bank of America                            |
| 29  | 1970 | Lawrence S. Ritter       | New York University                        |
| 30  | 1971 | Joseph Pechman           | Brookings Institution                      |
| 31  | 1972 | Irwin Friend             | University of Pennsylvania                 |
| 32  | 1973 | Sherman Maisel           | University of California, Berkeley         |
| 33  | 1974 | John Lintner             | Harvard University                         |
| 34  | 1975 | Myron J. Gordon          | University of Toronto                      |
| 35  | 1976 | Merton H. Miller         | University of Chicago                      |
| 36  | 1977 | Alexander A. Robicheck   | Stanford University                        |
| 37  | 1978 | Burton Malkiel           | Princeton University                       |
| 38  | 1979 | Edward Kane              | Ohio State University                      |
| 39  | 1980 | William F. Sharpe        | Stanford University                        |
| 40  | 1981 | Franco Modigliani        | Massachusetts Institute of Technology      |
| 41  | 1982 | Harry Markowitz          | IBM                                        |
| 42  | 1983 | Stewart Myers            | Massachusetts Institute of Technology      |
| 43  | 1984 | James C. Van Horne       | Stanford University                        |
| 44  | 1985 | Fischer Black            | Goldman Sachs                              |
| 45  | 1986 | Robert Merton            | Massachusetts Institute of Technology      |
| 46  | 1987 | Richard Roll             | University of California, Los Angeles      |
| 47  | 1988 | Stephen A. Ross          | Yale University                            |
| 48  | 1989 | Michael J. Brennan       | University of California, Los Angeles      |
| 49  | 1990 | Myron S. Scholes         | Stanford University                        |
| 50  | 1991 | Robert H. Litzenberger   | University of Pennsylvania                 |
| 51  | 1992 | Michael C. Jensen        | Harvard University                         |
| 52  | 1993 | Mark E. Rubinstein       | University of California, Berkeley         |
| 53  | 1994 | Sanford J. Grossman      | University of Pennsylvania                 |
| 54  | 1995 | Martin J. Gruber         | New York University                        |
| 55  | 1996 | Edwaurdo S. Schwartz     | University of California, Los Angeles      |
| 56  | 1997 | Hayne E. Leland          | University of California, Berkeley         |
| 57  | 1998 | Edwin J. Elton           | New York University                        |
| 58  | 1999 | Hans R. Stoll            | Vanderbilt University                      |
| 59  | 2000 | Franklin Allen           | University of Pennsylvania                 |
| 60  | 2001 | George M. Constantinides | University of Chicago                      |
| 61  | 2002 | Maureen O’Hara           | Cornell University                         |
| 63  | 2003 | Douglas W. Diamond       | University of Chicago                      |
| 64  | 2004 | René Stulz               | Ohio State University                      |
| 65  | 2005 | John Y. Campbell         | Harvard University                         |
| 66  | 2006 | Richard C. Green         | Carnegie Mellon University                 |
| 67  | 2007 | Kenneth R. French        | Dartmouth College                          |
| 68  | 2008 | Jeremy C. Stein          | Harvard University                         |
| 69  | 2009 | Darrell Duffie           | Stanford University                        |
| 70  | 2010 | John H. Cochrane         | University of Chicago                      |
| 71  | 2011 | Raghuram Rajan           | University of Chicago                      |
| 72  | 2012 | Sheridan Titman          | University of Texas at Austin              |
| --- | ---- | ------------------------ | ------------------------------------------ |

## Quelle
- American Finance Association: Past Presidents (englisch)